# Agnara ferrarai
Agnara ferrarai là một loài chân đều trong họ Agnaridae. Loài này được Jeon & Kwon miêu tả khoa học năm 1995.